# トール (モニター)

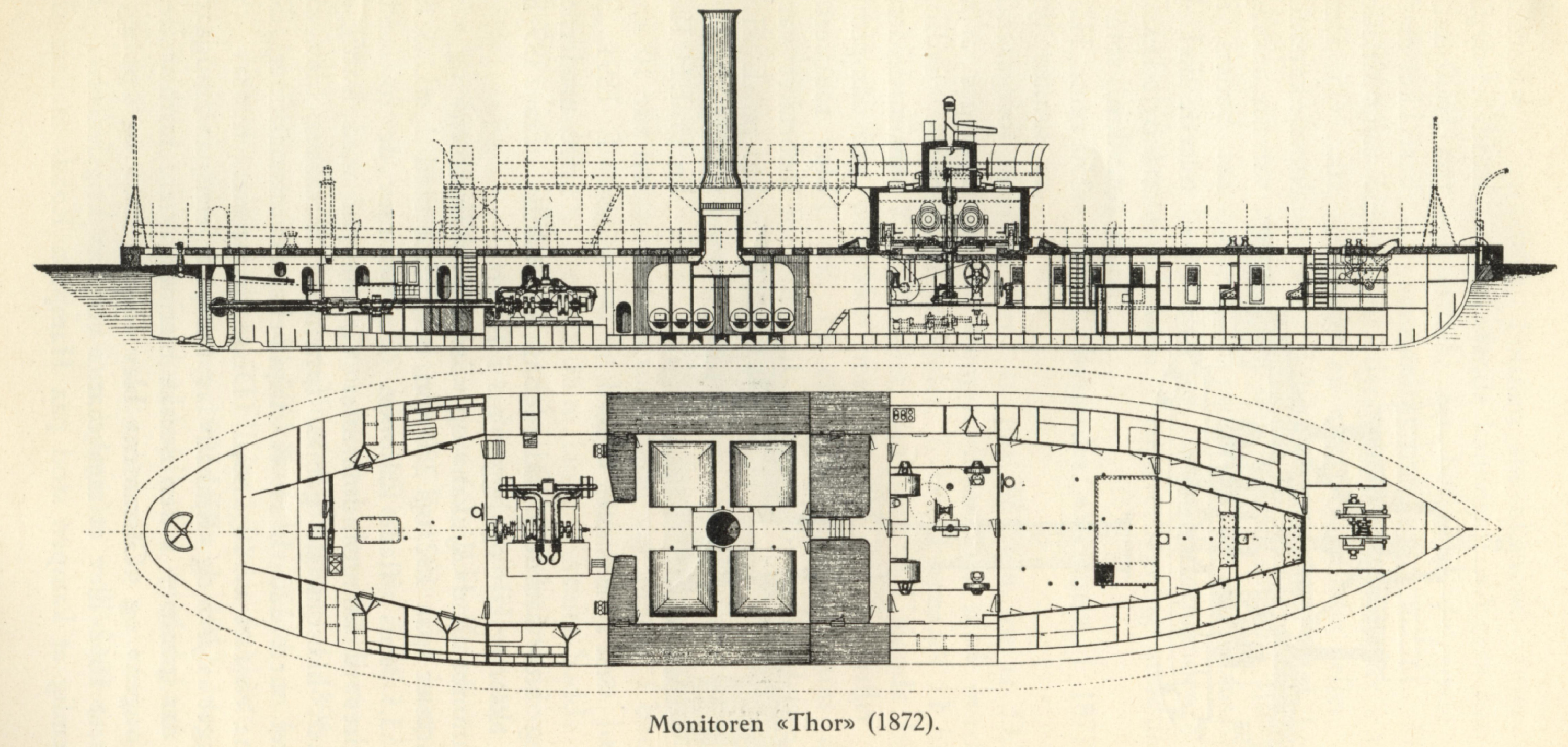
竣工時の「トール」の図

トール (Thor) はノルウェー海軍のモニター。
先に建造された3隻のモニター（「スコルピオネン」、「ミョルネル」、「トゥルドゥヴァン」）より大型化している。常備排水量1975トン、全長62.33m、最大幅14.48m、満載吃水3.81m。機関は振動レバー蒸気機関1基と煙菅缶4基、出力600指示馬力で最大速力8ノット。装甲厚は舷側175mm、甲板25mm、砲塔360mm。または排水量2003トン、長さ62.2m、幅14.5m、機関出力600指示馬力で速力8.3ノット。装甲厚は装甲帯176mm、甲板25mm、砲塔368mm。
兵装はアームストロング13.8口径10.5インチ前装施条砲2門。
1872年、ホルテン海軍工廠で進水。
1897年に上構の設置や、10.5インチ砲の12cm速射砲への換装、ホチキス50口径65mm砲2門とホチキス40口径37mm砲2門の追加が行われた。
1905年のノルウェーとスウェーデンと同君連合解消の際には「トゥルドゥヴァン」などとともにテンスベルに配置された。
第一次世界大戦中は警備艇の母艦となるなどし、1918年に除籍。曳航されて解体地へ向かう途中の1919年3月8日にオスロ・フィヨルド入口で座礁し、後沈没。死者2名が出ている。